# Симон Мироточиви
Симон Мироточиви је православни светогорски монах и светитељ из 13. века, познат као оснивач манстира Симонопетра на Светој гори. Назван је "мироточиви" јер је након његове смрти из његових моштију потекло миро.
По монашењу, подвизавао се у пећини на једној стени на јужној страни Свете Горе. Због свог подвижништва се прославио међу светогорским монасима тако да су они почели да долазе код Симона по духовне савете.
На месту где се подвизавао основао је манастир који је назвао "Витлејем", због тога што је имао визију са звездом која му је показала место за манастир. Убрзо након визије по савет су му дошла три богата брата који су чувши његову визију дали новац за манастир.
До краја живота остао је у манастиру где се подвизавао. Преминуо је 28. децембра 1257. године (према неким подацима 1287.). Према хришћанској традицији још за време живота чинио је чуда, а и након смрти над његовим моштима су се дешавала чуда.
Православна црква га прославља 28. децембра по јулијанском календару (10. јануар по грегоријанском календару).